# بیست و چهار فرزند نمونه

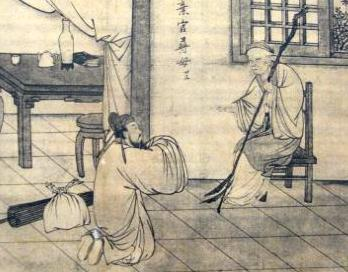
تصویر از تجدید چاپ ۱۸۴۶

بیست و چهار فرزند نمونه (郭居敬)، متن کلاسیک تقوای فرزندی کنفسیوس‌گرایی است که توسط گوئو جوجینگ در زمان دودمان یوآن (۱۲۶۰–۱۳۶۸) نوشته شده است. در خاور دور قرون وسطی برای آموزش ارزش‌های اخلاقی کنفوسیوس استفاده می‌شد.